# Dipoena xanthopus
Dipoena xanthopus är en spindelart som beskrevs av Simon 1914. Dipoena xanthopus ingår i släktet Dipoena och familjen klotspindlar.
Artens utbredningsområde är Algeriet. Inga underarter finns listade i Catalogue of Life.